# Thierry Jollet
Pour les articles homonymes, voir Jollet.
Thierry Jollet, né le 19 mai 1990 à Tours, est un coureur cycliste sur piste français spécialisé dans les épreuves de vitesse.  En 2012, il arrête sa carrière de coureur pour devenir pilote d'avion.

## Palmarès

### Championnats du monde juniors
- Aguascalientes 2007
  -  Champion du monde de vitesse juniors
- Le Cap 2008
  -  Champion du monde de vitesse par équipes juniors (avec Charlie Conord et Quentin Lafargue)
  -  Médaillé de bronze de la vitesse juniors

### Coupe du monde
- 2008-2009
  - 2e de la vitesse par équipes à Pékin
  - 3e de la vitesse par équipes à Copenhague
- 2009-2010
  - 3e de la vitesse par équipes à Pékin

### Championnats d'Europe
- Cottbus 2007
  -  Champion d'Europe de vitesse par équipes juniors (avec Charlie Conord et Quentin Lafargue)
- Pruszkow 2008
  -  Champion d'Europe de vitesse par équipes juniors (avec Charlie Conord et Quentin Lafargue)
- Minsk 2009
  -  Champion d'Europe de vitesse par équipes espoirs  (avec Michaël D'Almeida et Kévin Sireau)

### Championnats de France
- 2007
  -  Champion de France de vitesse par équipes (avec Charlie Conord et Kenny Cyprien)
  -  Champion de France du kilomètre juniors
- 2008
  -  Champion de France de vitesse juniors
- 2011
  - 3e du kilomètre espoirs